# Isidas
Isidas (en griego antiguo: Ἰσίδας), también transcrito como Isadas, (fl. s. IV a. C.), hijo del general espartano Fébidas, fue un adolescente que, según Plutarco, en el verano de 362 a. C. protagonizó un hecho de armas glorioso en beneficio de su ciudad, y que, según Polieno, previamente se habría enfrentado en otra acción armada contra tropas tebanas de ocupación.

## Según Plutarco

### Antecedentes
En el contexto de la lucha de Tebas con Esparta por la hegemonía en Grecia, los tebanos y sus aliados, al mando de Epaminondas, se encontraban acantonados en la ciudad arcadia de Tegea. Por sorpresa, levantan su campo una noche y se dirigen rápidamente contra la misma ciudad de Esparta, intentando apoderarse de ella. Le había llegado a Epaminondas la noticia de que el ejército espartano, al mando del rey Agesilao, la había dejado desprotegida por haberse desplazado a la cercana ciudad laconia de Pelana.
Enterado Agesilao por un corredor cretense, vuelve rápidamente a Esparta con una pequeña tropa para organizar su defensa. Por un camino distinto, los tebanos consiguen llegar hasta la misma Esparta, ciudad desprovista de murallas, y entablan lucha en las calles con las pocas fuerzas de Agesilao, entre las que destaca por su arrojo y valor su hijo Arquidamo.

### Hazaña gloriosa
En este contexto hay que colocar la intervención de Isidas, de la cual solo tenemos noticias por Plutarco. Este adolescente, pues por entonces estaba en una edad entre niño y joven, era de una belleza notable y de gran talla. Se incorporó a la lucha contra los tebanos desnudo, sin ninguna ropa, solo embadurnado de aceite como si se ejercitara en la palestra. Tomando una lanza en una mano y una espada en la otra, 

...salió de un salto de su casa, se lanzó en medio de los que combatían y permaneció entre los enemigos golpeando y abatiendo a todo aquel que le salía al encuentro. No recibió herida de nadie, ya fuera que un dios lo protegiese a causa de su valentía, ya que se mostrase a la vista de los enemigos como un ser más fuerte y más poderoso que un simple mortal.
Plutarco, Agesilao, 34, 9-10.

Por esta hazaña, los éforos de Esparta le otorgaron una corona y al mismo tiempo le impusieron una multa de mil dracmas por haberse expuesto al peligro sin armadura.

## Según Polieno
Isidas es también mencionado por Polieno en su obra Estratagemas. Relata este autor que Isidas, al frente de un centenar de adolescentes como él, se enfrentó y logró rechazar a los tebanos que se habían apoderado del puerto espartano de Gition.
Su estratagema fue la siguiente: pidió a sus compañeros que se desnudaran, se untaran de aceite y se coronaran con ramas de olivo; pidió que ocultaran puñales o dagas en sus sobacos y que se pusieran a corretear tras él por la llanura frente a los tebanos, como si estuvieran realizando una actividad festiva o lúdica. Así engañaron a los tebanos, quienes creían presenciar un ejercicio gimnástico. Cuando estuvieron cerca, los jóvenes espartanos sacaron sus dagas y atacaron a los tebanos. Tras matar a algunos y rechazar a otros, lograron recuperar el puerto de Gition.
Todo esto debió ocurrir durante la primera invasión tebana en territorio espartano, sucedida en 370 a. C., es decir, unos ocho años antes, lo que hace dudar de si el Isidas mencionado en este episodio es la misma persona que protagoniza la hazaña gloriosa mencionada por Plutarco, pues entonces su juventud adolescente parecería durar demasiados años.